# Astrid Drettner
Astrid Lilly Johanna Drettner, född 28 augusti 1994, är en svensk skådespelare.

## Biografi
Astrid Drettner är utbildad vid Teaterhögskolan i Malmö mellan 2019 och 2022. Hon har medverkat i flera teateruppsättningar. Hon har bland annat medverkat i TV-serien Doktrinen. Hon har även medverkat i filmen XXL där hon spelar huvudrollen Magda.

## Filmografi
- 2024 – XXL
- 2024 – Doktrinen (TV-serie)

## Teater

### Roller (ej komplett)
| År   | Roll | Produktion                                 | Regi         | Teater                   |
| ---- | ---- | ------------------------------------------ | ------------ | ------------------------ |
| 2025 |      | Studie i mänskligt beteende Lena Andersson | Sissela Kyle | Kulturhuset Stadsteatern |